# هنتر بايدن
هنتر بايدن (بالإنجليزية: Hunter Biden)‏ (04 فبراير 1970) هو محامي، ورجل أعمال أمريكي، ولد في ويلمنتجون، ديلاوير، ووالده هو الرئيس الأمريكي الحالي جو بايدن وهو عضوٌ في الحزب الديمقراطي.
في ديسمبر 2020 أعلن عن خضوعه لتحقيق ضريبي من قبل مكتب التحقيقات الفيدرالي في ديلاوير بسبب شكوك حول تلقيه أموال من روسيا والصين أثناء إدارته لشركة غاز بوريسما الأوكرانية.

## التعليم
تعلم في جامعة جورجتاون، وتعلم في كلية ييل للحقوق.

## قضية الاحتيال الضريبي
بتاريخ 08 ديسمبر 2023، وجّه القضاء الفيدرالي لائحة اتهام هي الثانية إلى هنتر بايدن، بتهمة الاحتيال الضريبي، وجاء في لائحة الاتهام أنّ هانتر بايدن "كان متورّطاً في مخطّط" سمح له بتجنّب دفع 1,4 مليون دولار من الضرائب المستحقّة للفترة الضريبية من عام 2016 إلى عام 2019.
وأضافت اللائحة التي تضمّنت تفاصيل تسع اتهامات تراوحت بين التهرّب الضريبي والإقرارات الكاذبة، أن نجل جو بايدن "أنفق ملايين الدولارات على أسلوب حياة باهظ بدلاً من دفع ضرائبه". وأنفق المحامي ورجل الأعمال السابق أمواله لتمويل تعاطيه المخدّرات، ودفع تكاليف "المرافقين" والسيارات والملابس الفاخرة، وفق لائحة الاتهام.
وفي 05 سبتمبر 2024، أعلن محامو هانتر بايدن، أن موكلهم يعتزم الإقرار بالذنب في قضية الاحتيال الضريبي، في خطوة مفاجئة هدفها تجنب محاكمة محتملة. وجاء هذا التغيير في موقف المتّهم قبل أن تباشر المحكمة الفدرالية في لوس أنجلوس بولاية كاليفورنيا اختيار أعضاء هيئة المحلّفين.
وعلى الفور، أمر القاضي الفدرالي مارك سكارسي بتعليق الجلسة لمنح الادعاء الوقت لدرس الموقف، وذلك بعد أشهر فقط من إدانة نجل الرئيس الأميركي بتهم تتعلق بحيازة سلاح ناري في قضية منفصلة.